# Бруно Гансманн
Бруно Гансманн (нім. Bruno Hansmann; 1 грудня 1907, Берлін — 15 грудня 1941, Атлантичний океан) — німецький офіцер-підводник, корветтен-капітан крігсмаріне.

## Біографія
В 1931 році вступив на флот. З 24 квітня 1941 року — командир підводного човна U-127. 29 листопада вийшов у свій перший і останній похід. 15 грудня U-127 був потоплений в Північній Атлантиці західніше Гібралтару (36°28′ пн. ш. 09°12′ зх. д.) глибинними бомбами австралійського есмінця «Нестор». Всі 51 члени екіпажу загинули.

## Звання
- Лейтенант-цур-зее (1 квітня 1935)
- Оберлейтенант-цур-зее (1 січня 1937)
- Капітан-лейтенант (1 жовтня 1938)
- Корветтен-капітан (1 грудня 1941)

## Нагороди
- Медаль «За вислугу років у Вермахті» 4-го класу (4 роки)